# Hawaii
Hawaii (în limba hawaiiană / engleza hawaiiană: Hawai'i, cu okina);  (IPA: [hawai'i]) este al 50-lea stat al Statelor Unite ale Americii și este localizat în arhipelagul insulelor Hawaii în Oceanul Pacific, 21°18′42″N 157°47′47″V / 21.31167°N 157.79639°V. Admis în Uniune la 21 august 1959, ca al 50-lea stat al acesteia, Hawai'i se găsește geografic la 3.700 km depărtare de Statele Unite continentale.

## Climat
Tropicalul Hawaii este de obicei călduros, cu o temperatură medie cuprinsă între 23 și 29 °C. Vânturile răcoroase bat din parte de nord-est a oceanului cam 300 de zile pe an, iar umiditatea este moderată. Zonele aflate sub vânt (sud și vest) tind să fie uscate, în timp ce ploaia, prezentă în zonele de nord și est, păstrează aceste ținuturi verzi și luxuriante. În Hawaii sunt două sezoane: uscat (din mai până în octombrie) și ploios (din noiembrie în aprilie).
Inundațiile sunt frecvente în lunile octombrie și noiembrie. Din august până în noiembrie nu este doar cald, ci și mult mai înăbușitor. Lipsa vânturilor puternice care să marcheze tranziția de la vară la sezonul ploios explică parțial acest fapt. În plus, în ultimii treizeci de ani, temperaturile din Hawaii au crescut, în special pe timpul nopții. Vremea pe insule este oricum, numai plictisitoare nu. Acum poți sta la soare, iar în momentul următor te poți trezi ud până la piele. Zilele călduroase pot deveni reci în timpul nopții.

## Geografie

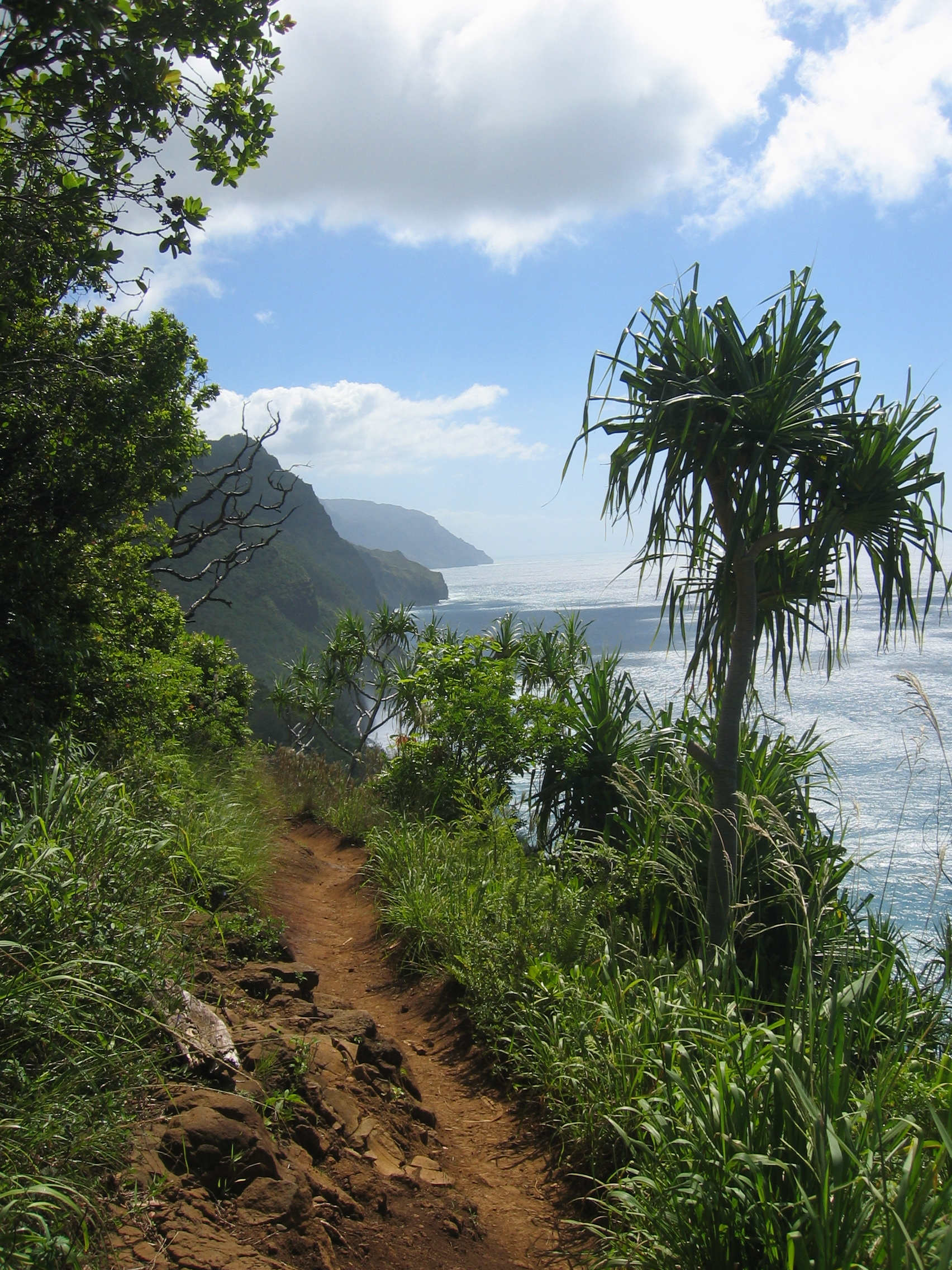
Peisaj tipic hawaiian, Kauai

Arhipelagul hawaiian, cuprinzând 137 de insule, insulițe și atoli, se întinde pe o distanță de 2.450 km peste Tropicul Racului, asemenea unui șirag de perle inegale. Coordonatele geografice pornesc de la 28,5° latitudine nordică în dreptul Insulei Kure până la 19° latitudine nordică în dreptul Insulei Hawaii. Cele opt insule principale se află la tropice și au aceeași latitudine ca Ciudad de Mexico, Havana și Hong Kong. Capitala statului Hawaii, Honolulu, de pe Insula Oahu, este singurul oraș mare din stat. Principalele 8 insule hawaiiene sunt: Hawaii, Maui, Oahu, Kauai, Molokai, Lanai, Niihau și Kahoolawe.

## Istorie

### Primii coloniști
Primii coloniști care au ajuns în Hawaii au fost polinezienii din Insulele Marchize, în jurul anilor 300 d.Hr. Polinezienii au fost exploratori calificați. Într-o perioadă în care bărcile lumii occidentale abia ieșeau în larg, polinezienii parcurgeau distanțe lungi peste oceane. Acești oameni locuiau în Insulele Hawaii și erau numiți "menahune".
Aceștia au fost urmați de coloniștii din Tahiti, care au ajuns în Hawaii în jurul anului 1300 d.Hr. Aceștia au cucerit cea mai mare parte a terenurilor ocupate de polinezieni și i-au determinat să se întoarcă în interiorul insulelor. Cuceritorii au adus cu ei credințele în zei și semizei, și au introdus sistemul kapu (tabu). Sub dominația lor cultura hawaiiană a înflorit timp de secole, până când întregul arhipelag Hawaii a fost unit într-un singur regat de către Kamehameha în 1791.

### Viața hawaiienilor antici
Potrivit arheologilor, acești coloniști s-au stabilit inițial în sudul insulei Mari din Hawaii, după care s-au mutat spre nord. De îndată ce au pus stăpânire pe noi insule, au construit case și temple. Au plantat copaci cum ar fi bananieri, cocotieri și arbori de pâine. Ei și-au adus haine și animale pentru a-și forma un mod de a trăi.
Sub stăpânirea coloniștilor din Tahiti, Hawaiiul a fost împărțit în mici regate, fiecare dintre ele fiind conduse de un rege. Societatea antică hawaiiană a avut o ierarhie socială strictă, cu regele în vârful piramidei sociale. Regatul a fost împărțit în zone mai mici, fiecare condusă de un șef. Sub șefi erau preoții meșteșugari care s-au specializat în vrăji și meserii ca și canoe. La cea mai mică treaptă a scării sociale se aflau „kauwas” sau „îndepărtații” care erau tratați ca niște sclavi.
Pe lângă sistemul de clasă socială, alte caracteristici ale societății hawaiiene antice au fost sistemul kapu, sistemul mandatului terenurilor și economia de subzistență. Sistemul kapu sau tabu avea menirea de a evidenția importanța religiei în viața hawaiienilor antici. Fiecare aspect al vieții lor a fost guvernat de un set de tabu-uri care includea interdicția bărbaților și femeilor de a lua masa împreună.

### Descoperirea insulelor Hawaii de către Occident
La data de 8 ianuarie 1778, căpitanul James Cook, exploratorul britanic renumit pentru expediția sa în care a descoperit Pasajul de Nord-Vest dintre Asia și Alaska, a acostat lângă Insulele Hawaii. El a numit arhipelagul Sandwich în onoarea lui Earl de Sandwich. Această descoperire a căpitanului James Cook a deschis porțile Insulelor Hawaii pentru exploratorii europeni și americani și pentru coloniști.

### Regatul Unit

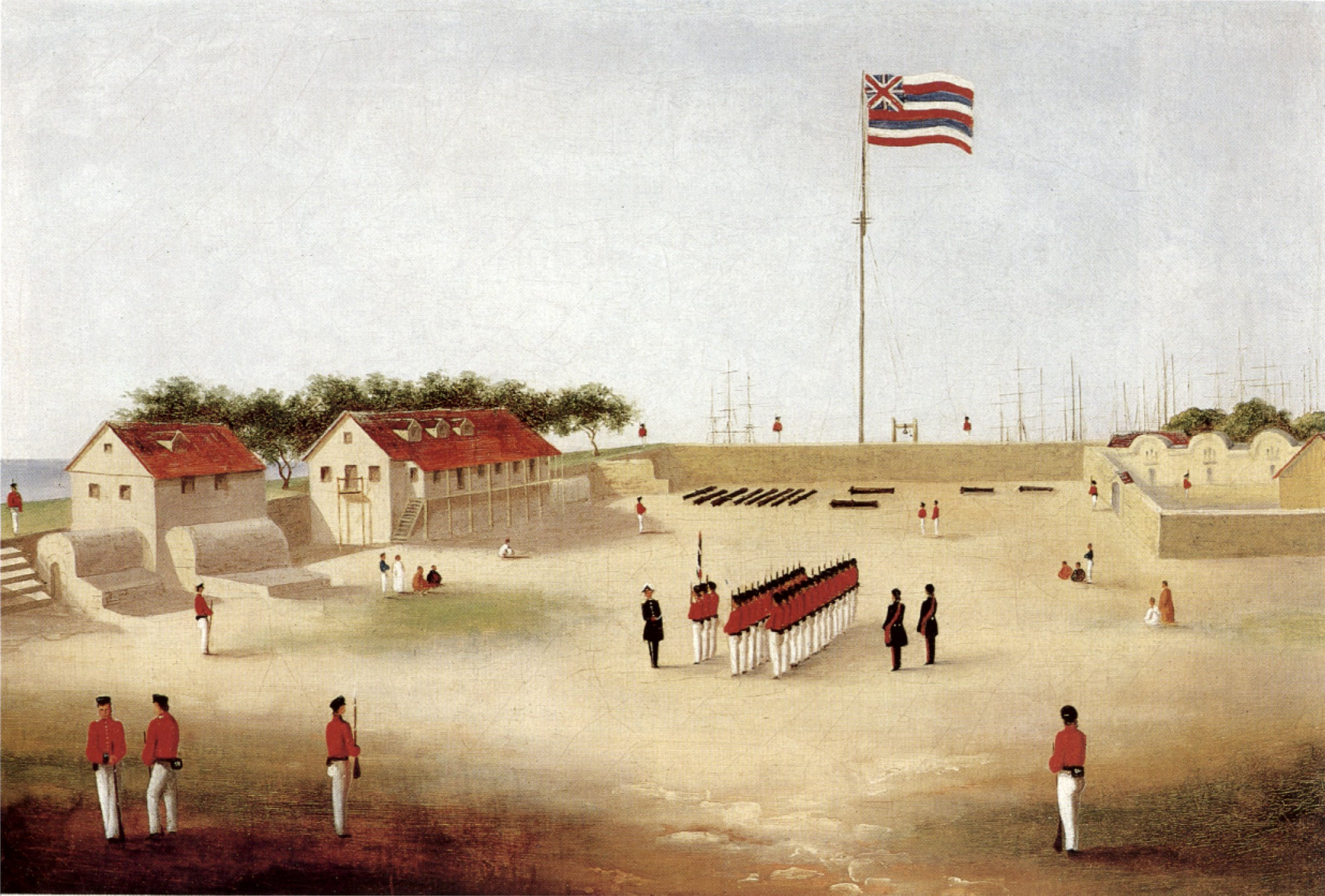
Fortul Honolulu, pictură din 1853

Până la sfârșitul secolului 18, politica instituită în Hawaii constă într-un număr mare de regate conduse de șefi care erau constant în război unii cu alții. Istoria Insulelor Hawaii a luat o întorsătură semnificativă atunci când în 1791, Kahala, născut Kamehameha, a unit facțiunile din Insula Mare aflate în conflict. Având Insula Mare din Hawaii sub conducere, Kamehameha s-a mutat aici pentru a cuceri insulele derivate.
În 1810, Kamehameha a unit toate insulele hawaiiene într-un singur regat. Kamehameha a fost succedat de fiul său Liholiho (Kamehameha II). Sub conducerea lui Liholiho, la insistența Reginei Kaahumanu, soția favorită a regelui Kamehameha, vechiul sistem kapu a fost abolit.

### Sosirea misionarilor
În timpul domniei lui Liholiho, misionarii din grupul congrenaționalist New England au ajuns în Hawaii în 1809. A fost o perioadă în care hawaiieni au scăpat de sistemul kapu și au respins cele mai multe dintre convingerile lor religioase. Noile religii create au fost determinate de noua credință a creștinismului care a câștigat o funcție solidă în Hawaii. Cei mai mari șefi care au îmbrățișat noua credință au fost urmați la scurt timp de către popor. Misionarii au adus cu ei concepte occidentale și medicina occidentală.
În 1840, Kamehameha al III-lea a promulgat constituția pentru Insulele Hawaii, care a transformat guvernarea Insulelor Hawaii, de la monarhie absolută la monarhie legislativă. Acest lucru a dus la formarea unei ramuri legislative, unei ramuri judiciare și unei ramuri executive care au împărțit responsabilitățile de guvernământ.

### Anexarea de către S.U.A. și suveranitatea statală
Odată cu sosirea misionarilor, influența occidentală a devenit mai puternică în Hawaii. Imigrările și relațiile economice au continuat să aibă loc între Hawaii și alte națiuni ale lumii occidentale. Până la începutul secolului al 19-lea, oamenii de afaceri din țările occidentale au câștigat acțiuni considerabile asupra economiei din Hawaii. Aceștia doreau ca Insulele Hawaii sã fie anexate de către S.U.A. Între timp, familia regală a pierdut mult din puterea pe care o avea înainte.
În 1893, Regina Liliuokalani a familiei regale a vrut să promulge o nouă constituție, care ar fi restabilit puterea monarhiei. Cu toate acestea, Comitetul de Securitate, format dintr-un grup de oameni de afaceri euro-americani ale căror scop era să anexeze Insulele Hawaii Statelor Unite ale Americii, au zădărnicit eforturile reginei.
În cele din urmă, printr-o lovitură de stat pașnică, dar controversată, monarhia din Hawaii a fost eliminată și arhipelagul a devenit un teritoriu al Statelor Unite în 1898. După ani de zile sub suveranitatea Statelor Unite, Insulele Hawaii și-au dobândit în sfârșit suveranitatea ca al 50-lea stat al Statelor Unite pe 21 august 1959.

## Demografie

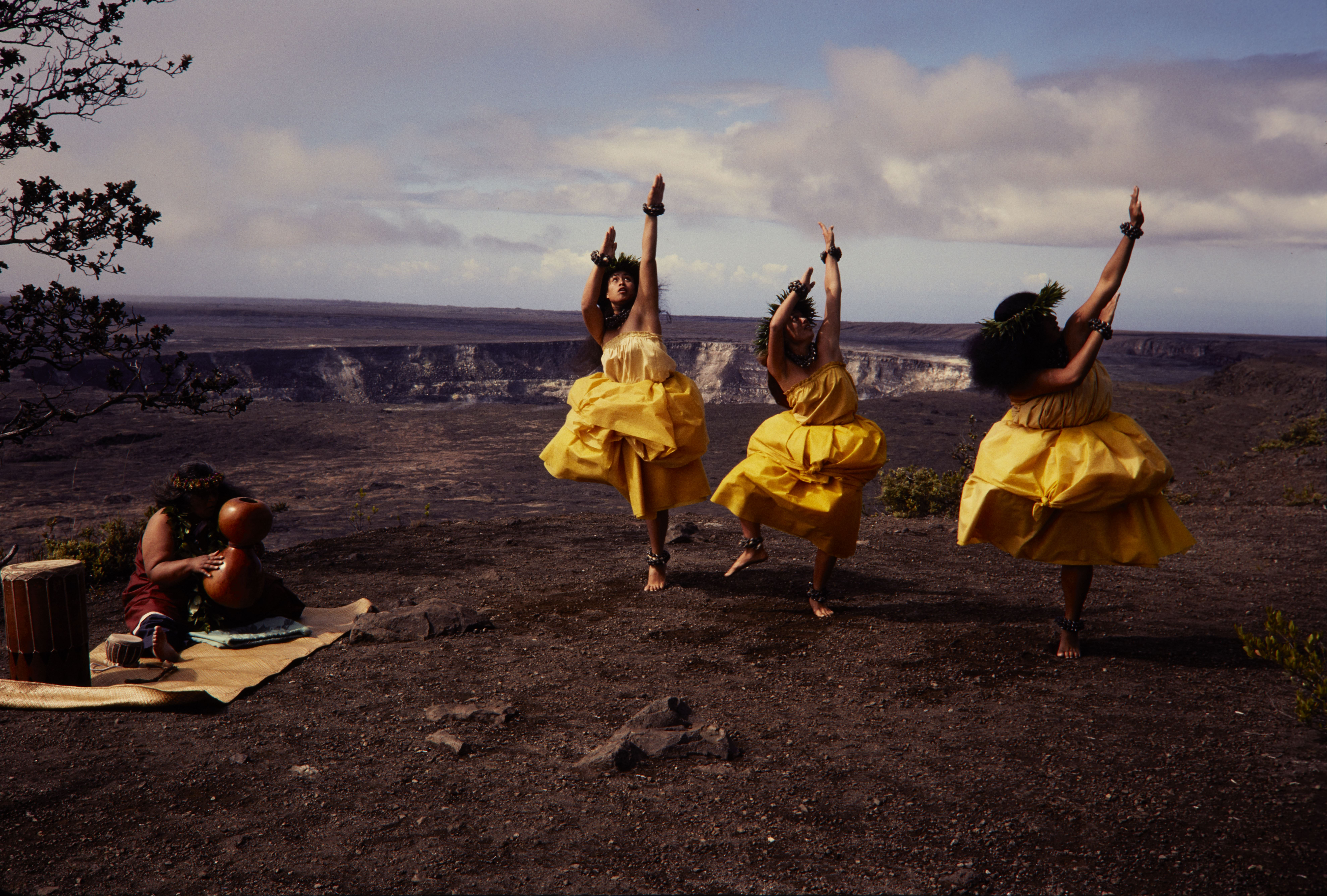
Dans tradițional hawaiian, 1990

Numărul băștinașilor a fost decimat de contactul cu lumea exterioară. Se estimează că în doar o sută de ani de la sosirea exploratorului britanic, James Cook, în anul 1778, 90% din populația nativă hawaiiană a fost răpusă de boli aduse de colonizatori și față de care nu dezvoltaseră nicio imunitate, având în vedere secolele de izolare. În 1892, ultimul an al națiunii hawaiiene autentice, nativii din Hawaii erau în număr de 40.000. Astăzi, mai puțin de un procent din populație este 100% hawaiian, dar cei care au rădăcini hawaiiene reprezintă grupul etnic cu cea mai mare creștere de pe insulă. Indiferent de originile lor, cei mai mulți se identifică din punct de vedere cultural cu moștenirea hawaiiană. Ei sunt mândri să fie keiki o ka aina, copiii pământului.

### 2010
Populația totală a statului în 2010: 1,360,301

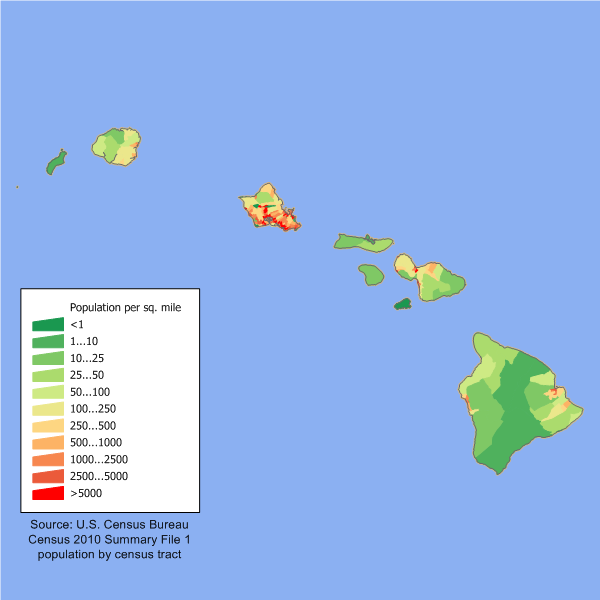
Densitatea populației statului Hawaii

Structura rasială în conformitate cu recensământul din 2010:
- 24.7% Albi (336,600)
- 1.6% Negri (21,424)
- 0.3% Americani Nativi (4,164)
- 38.6% Asiatici (525,078)
- 10.0% Hawaieni Nativi sau locuitori ai Insulelor Pacificului (135,422)
- 23.6% Două sau mai multe rase (320,629)
- 0.7% Altă rasă (16,985)
- 8.9% Spanioli sau latino-americani (de orice rasă) (120,842)

## Economie

### Scurt istoric
Istoria economiei al statului Hawaii poate fi trasată la o succesiune de industrii dominante: 
lemn de santal, vânat de balene,ananas, turism și educație.
În 1840, plantațiile de zahăr au dobândit un rol important în economia regiunii, datorită de cererea mare din SUA și exportarea ușoară cu vase.
Plantațiile de trestie de zahăr erau controlate de familii misionare și oameni de afacere cunoscuți sub numele de „the Big Five,” care au monopolizat pe profitul industrii de zahăr.
Anexații pentru Hawaii, au fost considerate de către America în 1898. Producătorii de trestie de zahăr și-au focusat atenția asupra fructelor tropicale, care au devenit principalul export al plantațiilor din Hawaii.
Din 1959, turismul este cea mai mare industrie din Hawaii, contribuind la 24,3% din PIB în 1997, chiar după eforturi de a diversifica economia.
În 2003, pibul statului s-a ridicat la 47 de miliarde de dolari.
În 2014, venitul Per cap de locuitor din Hawaii era 54,516$. 
Exporturi din stat includ îmbrăcăminte și produse alimentare, aceste industrii joacă un mic rol în economie, din cauza duratei de exportare până la marketerii viabile. 
Exporturile alimentare includ produsele: cafea, ananas, miere, trestie de zahăr și altele. 
Clima tropicală a statului, l-a făcut potrivit pentru agricultură, asta a făcut ca industria semințelor să se stabilească aici.
În prezent, Hawaii este un loc important de stabilire pentru militari americani, circa 75,000 de militari locuiesc în Hawaii, fiindcă deține baze importante din Oceanul Pacific pentru SUA.
Hawaii are un PIB de 88,6 miliarde de dolari, este considerat a fi unul dintre cele mai scumpe staturi de a trăi din America. 
Honolulu este centrul economic al statului, cu o populație de 350,000 de locuitori, are și o zonă metropolitană cu 1,000,000 de locuitori. Aici este unde o majoritate din turiști vin, aducând 10 miliarde de dolari la economia locală, doar prin turism. Orașul are mai multe ramuri industriale și deține aeroportul Honolulu, cel mai mare din stat. Asta face orașul centrul economic și al transportului din stat.

## Transporturi

### Feroviar

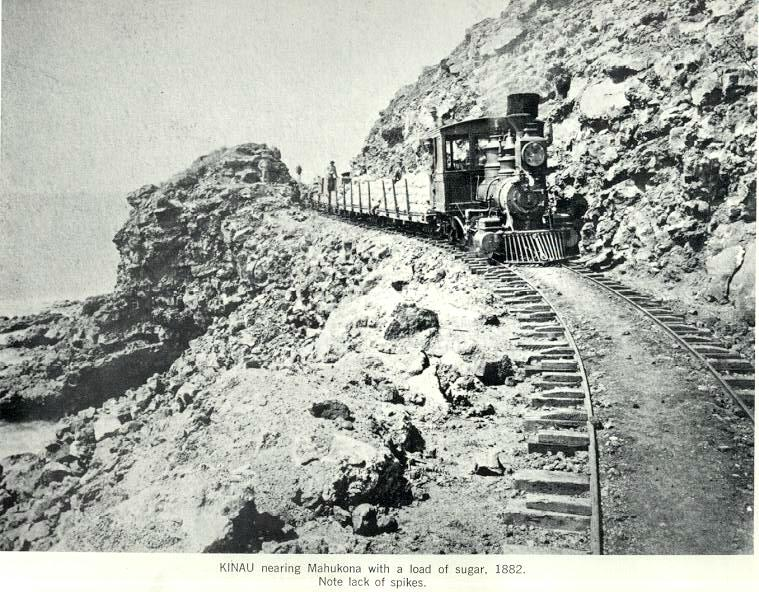
Tren cu zahăr din apropierea zonei Mahukona, 1882

La un moment dat, Hawaii avea o rețea de căi ferate pe fiecare dintre insulele mai mari care au ajutat la mutarea produselor agricole, precum și a pasagerilor. Aceste căi ferate au fost de 3 ft (914 mm) gabarit îngust pentru majoritatea deși au existat aproximativ 2 ft 6 în (762 mm) ecartament pe unele din insulele mai mici - standard US gauge este de 4 ft 8 1/2 in (1.435 mm) ). Cea mai mare de departe a fost Oahu Railway and Land Company (OR & L), care rulează mai multe linii de Honolulu în partea de vest și de nord a Oahu. OR & L a fost un jucător important care a mutat trupe și bunuri în timpul celui de-al doilea război mondial. Traficul pe această linie era destul de ocupat încât au existat semnale pe liniile care facilitează circulația trenurilor și a semnalelor wigwag la unele treceri ale căilor ferate pentru protecția conducătorilor auto. Linia principală a fost abandonată în mod oficial în 1947, deși o parte din ea a fost cumpărată de marina americană și operată până în 1970. Treisprezece kilometri (21 km) de piste rămân, iar preservatorii trec ocazional trenuri peste o porțiune a acestei linii. 

### Terestru
Fiecare insulă majoră are un sistem de transport terestru public.

##### Drumuri și autostrăzi
Un sistem de autostrăzi de stat înconjoară fiecare insulă principală. Doar O'ahu are autostrăzi federale și este singura zonă din afara celor 48 de state care au semnat autostrăzile interstatale. Călătoria poate fi lentă datorită drumurilor îngustate de îngheț și a congestiei în orașe.

###### Poduri și tuneluri
Amiralul Clarey Bridge, cunoscut și sub numele de Podul insulei Ford, este o punte de legătură din beton plutitoare, care oferă acces la Insula Ford, o instalație din Navy din Statele Unite, situată în mijlocul Pearl Harbor. Podul de drum a fost finalizat și deschis în 1998, numit Podul Admiral Clarey după fostul amiral Bernard A. Clarey. Podul are o lungime totală de 1.400 m, inclusiv o porțiune de ponton de 930 ft (280 m), care poate fi retrasă pentru a permite traficul de apă să treacă. Tunelurile de spital din Rock sunt o pereche mică de tuneluri de autostradă care trec printr-o creastă de pe marginea gării Ko'olau de pe insula O'ahu, Hawai'i, SUA. Tunelurile sunt situate pe intersecția H-3, care leagă Kaneohe de intersecția H-1 la Hālawa, lângă Pearl Harbor, și este legată de Kaneohe și o lungime de 354 picioare (108 m) lungă de Halawa. Tunelurile sunt tuneluri "tăiate și acoperite". Tunelurile lui John H. Wilson sunt o pereche de tuneluri de autostradă care trec prin gama Ko'olau de pe insula O'ahu. Tunelurile sunt situate pe autostrada Likelike (Route 63), care leagă Kāne'ohe de Honolulu și are o lungime de 845,8 m lungime spre vest și o distanță de 857,4 m lungime către est. Tunelurile Nu'uanu Pali sunt un set de patru tuneluri de autostradă (două în fiecare direcție) de pe autostrada Pali (Hawaii State Highway 61) care trece prin Nu'uanu Pali. Aceste tuneluri servesc ca una dintre cele trei rute trans-Ko'olau între Honolulu (leeward O'ahu) și comunitățile de O'ahu vânt.
De asemenea, tunelurile Nuuanu Pali servesc drept rute de transport importante de la Kaneohe & Kailua spre Honolulu.
Tunelurile Tetsuo Harano sunt o pereche de tuneluri autostrăzile care trec prin gama Ko'olau de pe insula O'ahu. Tunelurile sunt situate pe intersecția H-3, care leagă Kaneohe de intersecția H-1 la Hālawa, lângă Pearl Harbor și are o lungime de 1.520 m lungime Kaneohe și o lungime de 1.574 m lungime Halawa.

### Aeroporturi

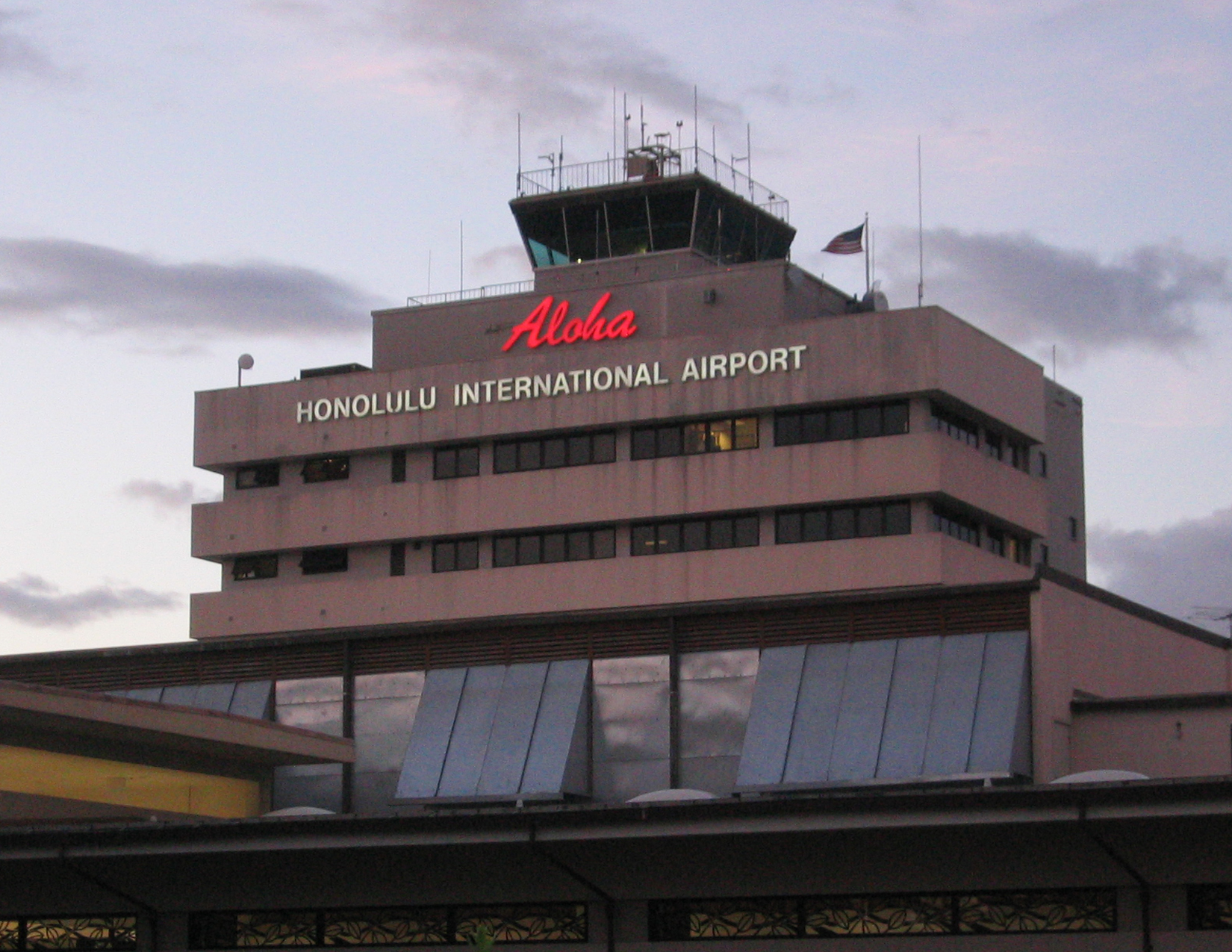
Aeroportul Internațional Honolulu

Aeroportul Internațional Honolulu este principalul centru comercial al aviației din Hawaii, cu servicii intercontinentale către America de Nord, Asia și Oceania. În Hawaii, Hawaiian Airlines, Mokulele Airlines și du-te! folosiți jeturi între aeroporturile mai mari din Honolulu, Līhu'e, Kahului, Kona și Hilo, în timp ce Island Air și Pacific Wings servesc aeroporturi mai mici. Aceste companii aeriene oferă, de asemenea, servicii de transport aerian între insule.

## Educație

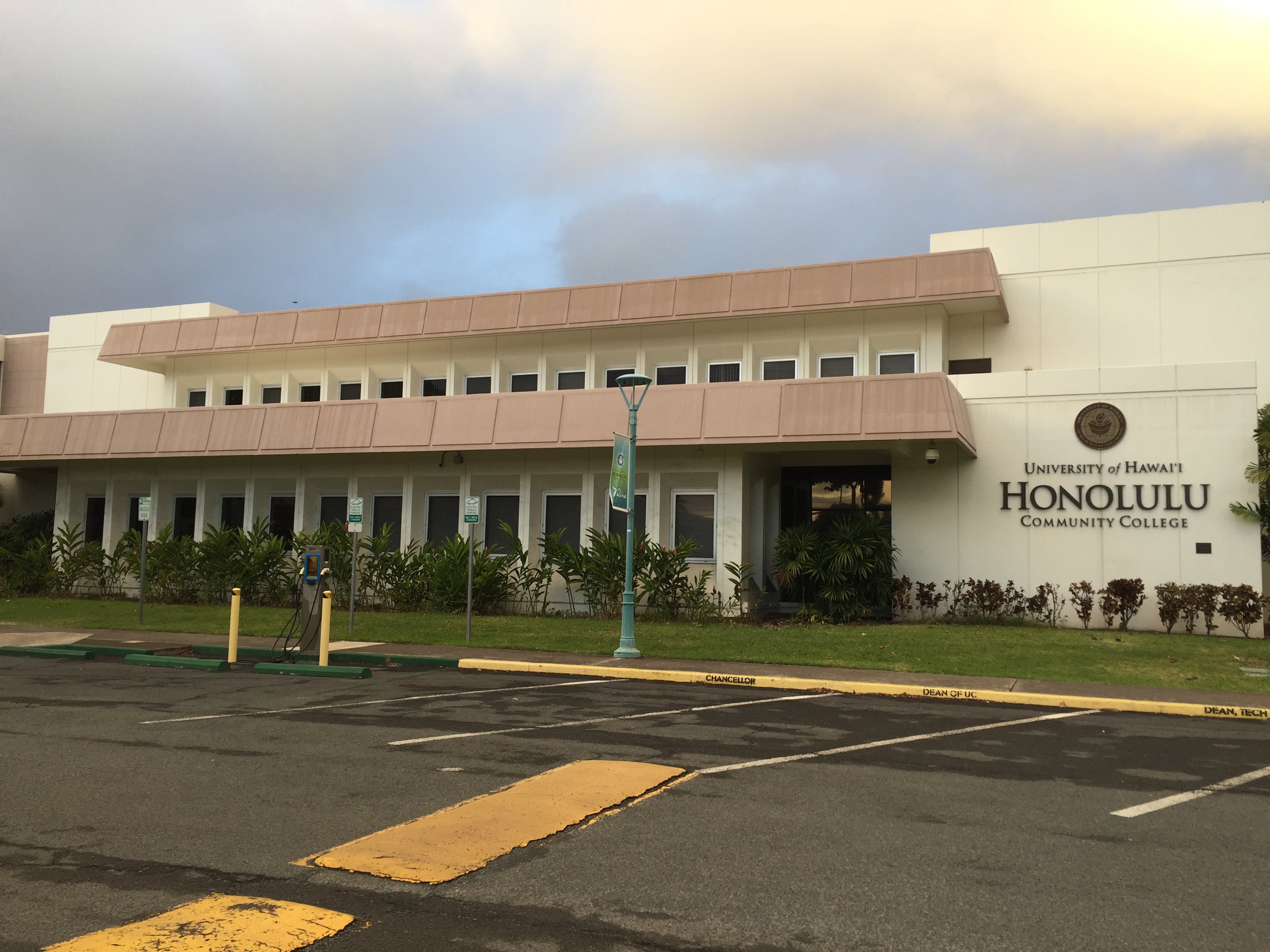
Honolulu Community College, Universitatea din Hawaii

Educația se făcea de către familie, acasă. Copiii înzestrați intrau ucenici la meșteri în arta vindecării, construcției de canoe, navigației și ritualului hula. Relațiile familiale erau puternice și deseori includeau așa-numiții hanai (membri adoptați). Decât să ocupe o singură casă, acoperită cu verdeață, o familie construia aproximativ șase case, incluzând încăperi separate pentru dormit și mâncat, pentru femei și bărbați. Exista și o capelă, o casă în care se bătea kapa (țesătura din fibra anumitor copaci) pe vremea rea și o casă în care se retrăgeau femeile la menstruație. Pereții fortificați erau necunoscuți. Sărbătoarea anuală Makahiki, ce se întindea pe o durată de patru luni, era momentul în care războaiele și munca încetau iar taxele erau colectate sub formă de produse și animale.